# Tour du Qatar 2002
La 1re édition du Tour du Qatar a eu lieu du 21 au 25 janvier 2002 sur 5 étapes. Thorsten Wilhelms remporte le classement général.

## Étapes
| Détail    | Date       | Villes étapes               | Distance | Vainqueur d'étape | Leader du classement général |
| 1re étape | 21 janvier | Doha - Doha                 | 117,0 km | Ivan Quaranta     | Ivan Quaranta                |
| 2e étape  | 22 janvier | Al Zubarah - Doha           | 131,0 km | Damien Nazon      | Magnus Bäckstedt             |
| 3e étape  | 23 janvier | Cameldrome - Doha           | 189,0 km | Thorsten Wilhelms | Luciano Pagliarini           |
| 4e étape  | 24 janvier | Rus Laffa - Doha            | 125,5 km | Alberto Loddo     | Damien Nazon                 |
| 5e étape  | 25 janvier | Sealine Beach Resort - Doha | 123,5 km | Thorsten Wilhelms | Thorsten Wilhelms            |

## Classement général final
| #  | Coureur            | Pays      | Temps               |
| -- | ------------------ | --------- | ------------------- |
| 1  | Thorsten Wilhelms  | Allemagne | en 16 h 01 min 35 s |
| 2  | Damien Nazon       | France    | + 5 s               |
| 3  | Rudie Kemna        | Pays-Bas  | + 14 s              |
| 4  | Magnus Bäckstedt   | Suède     | m.t.                |
| 5  | Laurent Jalabert   | France    | + 19 s              |
| 6  | Christophe Mengin  | France    | + 20 s              |
| 7  | Christophe Capelle | France    | + 22 s              |
| 8  | Guido Trenti       | Italie    | + 23 s              |
| 9  | Gianluca Bortolami | Italie    | m.t.                |
| 10 | Alexandre Chouffe  | France    | + 24 s              |

## Classement des étapes
| # | Équipe             | Pays   | Temps              |
| - | ------------------ | ------ | ------------------ |
| 1 | Ivan Quaranta      | Italie | en 2 h 43 min 44 s |
| 2 | Luciano Pagliarini | Brésil | m.t.               |
| 3 | Jean-Patrick Nazon | France | m.t.               |

| # | Coureur           | Pays        | Temps              |
| - | ----------------- | ----------- | ------------------ |
| 1 | Damien Nazon      | France      | en 3 h 04 min 13 s |
| 2 | Jeremy Hunt       | Royaume-Uni | m.t.               |
| 3 | Thorsten Wilhelms | Allemagne   | m.t.               |

| # | Coureur            | Pays      | Temps              |
| - | ------------------ | --------- | ------------------ |
| 1 | Thorsten Wilhelms  | Allemagne | en 4 h 26 min 37 s |
| 2 | Allan Bo Andresen  | Danemark  | m.t.               |
| 3 | Christophe Capelle | France    | m.t.               |

| # | Coureur           | Pays      | Temps              |
| - | ----------------- | --------- | ------------------ |
| 1 | Alberto Loddo     | Italie    | en 2 h 02 min 29 s |
| 2 | Damien Nazon      | France    | m.t.               |
| 3 | Thorsten Wilhelms | Allemagne | m.t.               |

| \| # \| Coureur \| Pays \| Temps \| \| - \| ------------------ \| --------- \| ------------------ \| \| 1 \| Thorsten Wilhelms \| Allemagne \| en 3 h 18 min 22 s \| \| 2 \| Rudie Kemna \| Pays-Bas \| m.t. \| \| 3 \| Luciano Pagliarini \| Brésil \| m.t. \| |                    |           |                    |
| # | Coureur            | Pays      | Temps              |
| 1 | Thorsten Wilhelms  | Allemagne | en 3 h 18 min 22 s |
| 2 | Rudie Kemna        | Pays-Bas  | m.t.               |
| 3 | Luciano Pagliarini | Brésil    | m.t.               |